# Nordskogbygda
Nordskogbygda is een plaats in de Noorse gemeente Elverum in  fylke Innlandet. Het dorp ligt zo'n 20 kilometer ten noordoosten van de hoofdplaats aan fylkesvei 546. In Nordskogbygda staat een kerkje uit 1873. De houten kerk is een beschermd monument en is in 1963 gerestaureerd. 